# 相馬愛蔵
相馬 愛蔵（そうま あいぞう、1870年11月8日（明治3年10月15日） - 1954年（昭和29年）2月14日）は、長野県出身の社会事業家、実業家。妻の相馬黒光とともに東京新宿中村屋を創業した。臼井吉見の大河小説『安曇野』に中心的人物として描かれている。玄孫はサッカー日本代表の相馬勇紀。

## 来歴
信濃国（翌1871年より筑摩県）安曇郡白金村（現・長野県安曇野市）の豪農の家に生まれた。旧制松本中学（現長野県松本深志高等学校）を3年で退学し、東京専門学校（早稲田大学の前身）に入学した。在京中に市ケ谷の牛込教会に通いはじめ、キリスト教に入信し、洗礼を受けた。内村鑑三らの教えを受け、田口卯吉（歴史家、実業家）の知遇を得た。
明治23年（1890年）、東京専門学校卒業と同時に北海道に渡り、札幌農学校で養蚕学を修めて帰郷した。明治24年（1891年）、蚕種製造を始め、『蚕種製造論』を著し全国の養蚕家に注目された。
明治24年（1892年）、愛蔵は東穂高禁酒会をつくり、村の青年たちにキリスト教と禁酒を勧めた。明治27年（1894年）、村に芸妓を置く計画に反対し豊科署に請願書を提出、廃娼運動も行った。
当時、志を同じくする同齢の友人に井口喜源治がいた。井口は県尋常中学松本支校（現長野県松本深志高等学校）時代、英語教師のエルマー宣教師に出会い、キリスト教の感化を受けていた。愛蔵と兄の安兵衛はこの井口を助けて、私塾「研成義塾」の立ち上げに協力した。
孤児院基金募集のため仙台へ出掛け、仙台藩士の娘・星良（相馬黒光、1876年 - 1955年）と知りあい、明治31年（1898年）に結婚。彼女は養蚕や農業に携わったが健康を害し、療養のため上京。以後東京に住み続けた。
明治34年（1901年）東大赤門前のパン屋本郷中村屋を買い取り、明治37年（1904年）にクリームパンを日本で初めて発売した。明治40年（1907年）に新宿に移転し、明治42年（1909年）に現在の本店ビルの場所に店を構えた。
愛蔵は高給で外国人技師を雇い、次々に新製品を発売した。中華饅頭、月餅、ロシヤチョコレート、朝鮮松の実入りカステラ、インド式カリーなどであり、このような異国風の商品で近所に進出したデパートに対抗した。 また食堂や喫茶室などを開設して店を拡大し、現在の中村屋隆盛の礎を築いた。さらに店員のマナーやモラル向上のために研成学院を設立した。愛蔵の商業道徳は、無意味なお世辞を排し良い商品を廉価で販売することであった。
愛蔵は店の裏にアトリエをつくり、荻原碌山、中村彝、中原悌二郎、戸張孤雁らの芸術家たちに使わせていた。木下尚江などとも交わる。大正4年（1915年）、右翼の重鎮・頭山満の依頼により、ここにインドの亡命志士ラス・ビハリ・ボースをかくまった。大正7年（1918年）、長女俊子がボースと結婚した。こうした縁により、中村屋は日本での初めてインド式カレーライスを販売している。
黒光夫人は中村屋で文芸サロンを主宰し、荻原碌山のパトロンで、ロシアの盲詩人ヴァスィリー・エロシェンコの面倒をみて、木下尚江と交友するなど、美貌と才気で知られた。
愛蔵は、昭和29年（1954年）85歳で永眠。黒光夫人も翌年80歳でそのあとを追った。墓所は多磨霊園（8-1-5-3）。

## 人物
- 関東大震災で難民となった人々が新宿へと逃れてきたとき、便乗して高額な商品を売りつけるような真似をせず、安価なパンなどを連日販売して人々の飢えを満たした。『奉仕パン』『地震饅頭』などと大書して販売していた写真が現存している。
- 昭和金融恐慌で取り付け騒ぎが発生し、取引先の安田銀行に預金を確保しようとする人の列が出来た。その際、部下に金庫の有り金を全て持たせてかけつけさせ、｢中村屋ですがお預け！｣と大声を出させることによって群衆のパニックを収めた。
- 1928年に国外の実業界を視察するためヨーロッパを訪問した際、「西洋人が日本に来ても日本の着物を着ずに自分たちの服装で堂々としているのに、日本人だけが着物を脱いで、似合わない洋服を着るのはおかしいうえ、格好が悪い」という考えから、常時着物で押し通し、大歓迎を受け、着物姿のほうが正装になり、厚遇を受けることを実証してみせた[1]。また、西洋人は対等でないと思った人間に対してはすぐに奴隷のようにみなすことを指摘し、日本人留学生たちが気弱のため馬鹿にされていることを嘆き、彼らの高すぎる家賃を大家と交渉して値下げさせたりもした[2]。商交渉においても対等的な態度がいかに重要かを説いている。

## 著書
- 『蚕種製造論』
- 『秋蚕飼育法』
- 『一商人として』 - 商人のあるべき姿と商売の要諦を教示
- 『私の商賣』 - 商人としての面白さ、喜びを記した本
- 『素人の店頭学　商店經營三十年』1937年刊、トウシン社 - 新宿への百貨店進出に対する策をまとめた本
- 『相馬愛蔵・黒光著作集』全5巻　復刻・郷土出版社, 新版1996